# Cuchilla de Haedo
La Cuchilla de Haedo (Haedo Range) è una bassa catena collinare situata nel nord-nordovest dell'Uruguay, a ovest di Tacuarembó, e che si estende a sud-ovest verso Paysandú. Non supera i 500 m di altezza. È separata dalla Cuchilla Grande a sud dalla valle del Río Negro.
La Cuchilla de Haedo inizia nella cosiddetta Cuchilla Negra e termina alla confluenza dei fiumi Negro e Uruguay, nota come Rincón de las Gallinas.
Le principali colline della Cuchilla de Haedo sono le colline di Tambores, Lunarejo e de la Virgen.